# Mieżawa (rejon orszański)
Mieżawa (biał. Межава; ros. Межево; hist. Mieżów) – agromiasteczko na Białorusi, w rejonie orszańskim obwodu witebskiego, około 15 km na północ od Orszy, siedziba sielsowietu.
Wieś szlachecka położona była w końcu XVIII wieku  w powiecie orszańskim województwa witebskiego.

## Historia
Po I rozbiorze Polski w 1772 roku Mieżów, wcześniej należący do województwa witebskiego Rzeczypospolitej, znalazł się na terenie powiatu orszańskiego guberni witebskiej Imperium Rosyjskiego. 
Mieżów był jednym z folwarków klucza orszańskiego będącego dziedzictwem rodziny Chrapowickich. W 1760 należał do Antoniego Marcina Chrapowickiego, podkomorzego smoleńskiego, podwojewodziego smoleńskiego. Później majątek przeszedł na własność Lubomirskich, Anna Maria Lubomirska (1838–1917) wniosła Mieżów w posagu w 1859 roku do małżeństwa z Franciszkiem Łubieńskim (1834–1891). Ostatnim właścicielem majątku był ich syn, Leon (1861–1944), senator II Rzeczypospolitej.
Po ustabilizowaniu się granicy polsko-radzieckiej w 1921 roku Mieżów znalazł się na terenie ZSRR. Od 1991 roku znajduje się na terenie Republiki Białorusi.
We wsi znajduje się budynek dawnego dworu Łubieńskich, zabudowań gospodarczych dworu, w tym gorzelni, ruina cerkwi Zmartwychwstania Pańskiego, wybudowanej w 1830 roku i prawdopodobnie przebudowanej w 1886 roku.

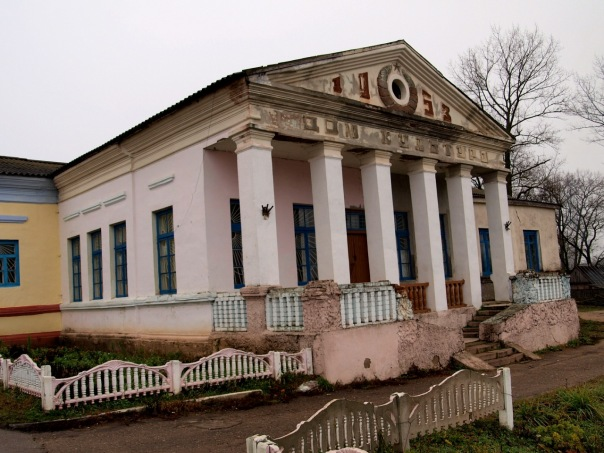
Portyk elewacji ogrodowej dworu Łubieńskich, 2012

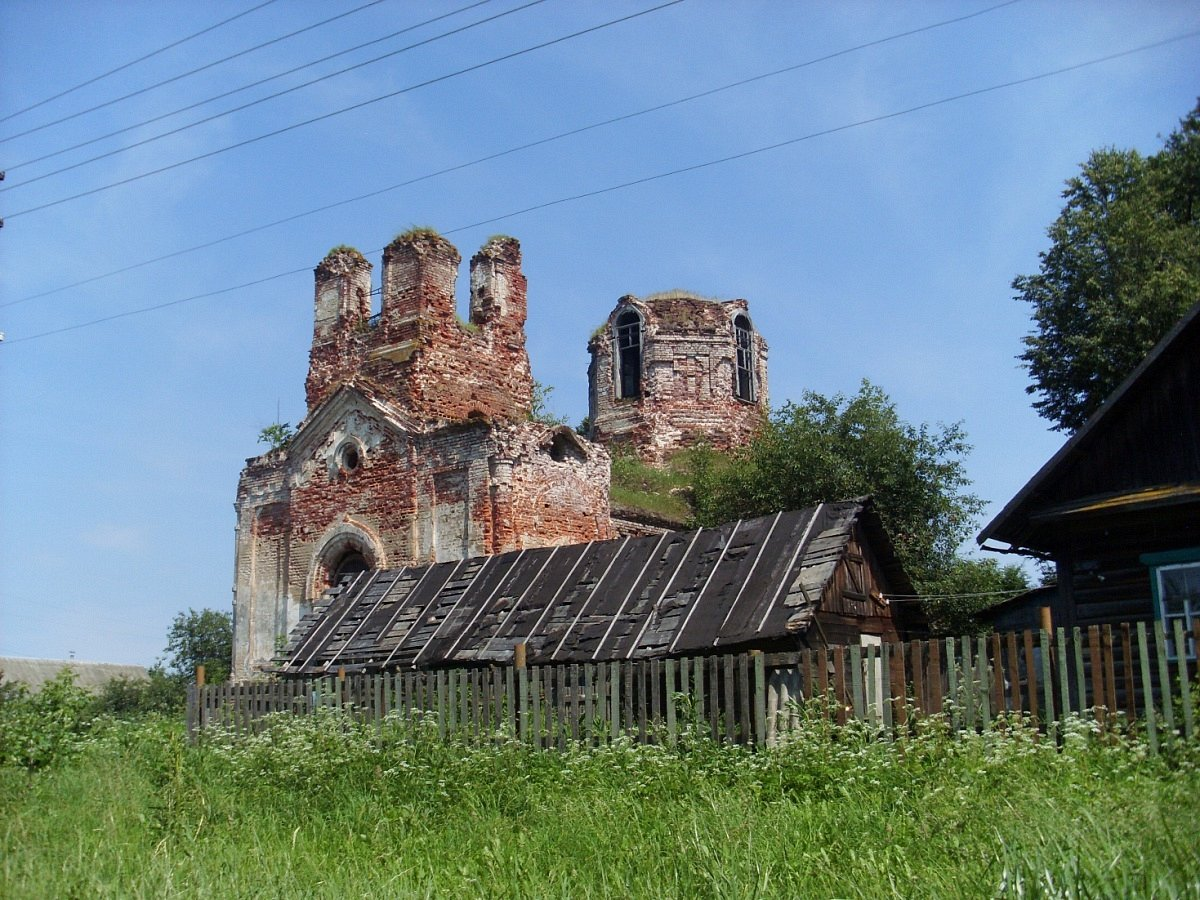
Cerkiew Zmartwychwstania Pańskiego

## Zabytki
- dwór – Leon Łubieński zbudował tu w 1901 roku swoją letnią rezydencję. Był to nieregularny, neoklasycystyczny budynek. Dom przetrwał wojny i rewolucję październikową. Fasadę domu zdobi ryzalitem z trójkątnym frontonem i dwiema niskimi bocznymi przybudówkami nakrytymi kopułowymi dachami. Przy bocznej elewacji znajduje się pięcioboczna apsyda, mieszcząca niegdyś kaplicą dworską. Elewację ogrodową akcentuje sześciokolumnowy portyk. Po II wojnie światowej w budynku mieściły się biura i klub. W 1953 roku do dworu dobudowano parterowe skrzydło[5][6]. Obecnie budynek jest zabytkiem historyczno-kulturalnym  Białorusi o numerze inwentarzowym  213Г000135. W części budynku mieści się cerkiew św. Serafina z Sarowa. Przed cerkwią w 2004 roku postawiono stary kamienny krzyż, który został tu przywieziony z rejonu sieneńskiego. Krzyż ten stał przez wieki na lewym brzegu rzeki Adrow, między wsiami Ozierok i Pilkowiczi i w latach 80. XX wieku został wrzucony do rzeki[7]. Dwór otacza park krajobrazowy o powierzchni 8 ha, rozłożony po obu stronach głębokiego wąwozu. Przez wąwóz przerzucono most, będący jednocześnie platformą widokową na duży staw z wyspami w dolinie rzeki Skupieji[5][6]. Majątek w Mieżewie jest opisany w 1. tomie Dziejów rezydencji na dawnych kresach Rzeczypospolitej Romana Aftanazego[5].
- park z zachowanymi  ruinami eklektycznej kaplicy. W drzewostanie rośnie wiele egzotycznych gatunków drzew i krzewów iglastych.
- cerkiew Zmartwychwstania Pańskiego – zbudowana  z cegły w drugiej połowie XIX wieku, z fundacji właściciela majątku Konstantego Stanisława Lubomirskiego (1786–1870), generała, adiutanta cara Aleksandra I[8].